# Separador ciclónico

Un separador ciclónico simple, (léase de arriba hacia abajo), aire limpio, tubo de salida, entrada de aire, aire sucio, contenedor ciclónico, sección cónica, suciedad.

Un separador ciclónico es un equipo utilizado para separar partículas sólidas suspendidas en el aire, gas o flujo de líquido, sin el uso de un filtro de aire, utilizando un vórtice para la separación. Los efectos de rotación y la gravedad son usados para separar mezclas de sólidos y fluidos. El método también puede separar pequeñas gotas de un líquido de un flujo gaseoso.
Una alta velocidad del flujo de aire se establece dentro del contenedor cilíndrico o cónico llamado ciclón. El aire fluye en un patrón helicoidal, comenzando desde lo más alto (el final más ancho) del ciclón a lo más bajo (más estrecho) y finalizando en un flujo central ascendente que sale por el tubo de salida (en la parte más superior del ciclón). Las grandes (y más densas) partículas en el flujo rotatorio tienen demasiada inercia para seguir la fuerte curva ascendente en la parte inferior del ciclón, y chocan contra la pared, luego caen hacia la parte más baja del ciclón donde pueden ser retiradas. En el sistema cónico, el flujo de rotación se hace cada vez más estrecho, reduciendo cada vez más el radio del flujo, esto permite remover cada vez más partículas pequeñas. La geometría del ciclón, junto con su flujo volumétrico, define el punto de corte del ciclón. Este es el tamaño de las partículas que serán retiradas del flujo con un 50% de eficiencia. Partículas más grandes que el punto de corte del ciclón serán retiradas con mayor eficacia, y partículas más pequeñas con menor eficacia.
Un diseño de ciclón alternativo usa una corriente de aire secundaria para recolectar las partículas que chocan contra las paredes del aparato, para protegerlo de la abrasión. El flujo de aire primario que contiene las partículas entra desde la parte inferior del ciclón y es forzado a una rotación espiral por unas aspas rotatorias. El flujo de aire secundario entra en la parte superior del ciclón y se mueve hacia abajo, interceptando partículas del flujo principal de aire. El flujo secundario permite que el colector pueda ser montado de forma horizontal, porque empuja a las partículas al área de recolección y por lo que no precisa solamente de la gravedad para realizar su función.
Ciclones de gran escala son utilizados en aserraderos para eliminar el serrín y polvo de los extractores colocados en las distintas máquinas del aserradero. Los ciclones también son usados en refinerías de petróleo para separar aceites y gases, y en la industria del cemento como componentes del precalentador del horno. Se ha incrementado el uso de los ciclones dentro de las casas, como principal tecnología de las aspiradoras portables en limpiadoras de vacío y limpiadoras centrales de vacío. Los ciclones también son utilizados en ventiladores de cocina industriales o profesionales para la separación de grasa del flujo de aire. Pequeños ciclones son utilizados para el análisis de partículas contenidas en el aire libre. Algunos son lo suficientemente pequeños para ser llevados en la ropa, y son utilizados para separar partículas respiradas para análisis posteriores.
Existen aparatos análogos para la separación de partículas o sólidos presentes en líquidos y son llamados hidrociclones o hidroclones. Estos pueden ser usados para separar aguas residuales y para el tratamiento de aguas residuales.

### Familias de ciclones
Los ciclones son un dispositivo de control de material particulado bastante estudiado, el diseño de un ciclón se basa normalmente en familias de ciclones que tienen proporciones definidas.
Las principales familias de ciclones de entrada tangencial son:
- Ciclones de alta eficiencia.
- Ciclones convencionales.
- Ciclones de alta capacidad. 
           Los márgenes de la eficiencia de remoción para los ciclones, están con frecuencia basados en las tres familias de ciclones, es decir: convencional, alta eficiencia y alta capacidad. La tabla siguiente presenta el intervalo de eficiencia de remoción para las diferentes familias de ciclones.
| Familia de ciclones | Eficiencia de remoción (%) | Eficiencia de remoción (%) | Eficiencia de remoción (%) |
| Familia de ciclones | PST                        | PM10                       | PM2,5                      |
| Convencionales      | 70-90                      | 30-90                      | 0-40                       |
| Alta eficiencia     | 80-99                      | 60-95                      | 20-70                      |
| Alta capacidad      | 80-99                      | 10-40                      | 0-10                       |

Tabla: Intervalo de eficiencia de remoción para las diferentes familias de ciclones.
           El rango de eficiencia de control para los ciclones convencionales se estima que está comprendido entre el 70 y el 90 % para partículas con diámetros superiores a 20μm, entre el 30 y 90%  para partículas  con  diámetros superiores  a  10μm   y de  0  a 40  %  para partículas  con diámetros desde 2.5 μm.
           Los ciclones de alta eficiencia están diseñados para alcanzar mayor remoción de las partículas pequeñas que los ciclones convencionales. Las eficacias  de control para  este tipo de ciclones varían entre el  80 y el 99% para partículas con diámetros superiores a 20 μm, entre el 60 y el 95% para partículas con diámetros superiores a 10 μm y del 20 al 70 % para partículas con diámetros superiores a 2.5μm. Los ciclones de alta eficiencia tienen mayores caídas de presión, lo cual requiere de mayores costos de energía para mover el gas sucio a través del ciclón. Por lo general, el diseño del ciclón está determinado por una limitación especificada de caída de presión, en lugar de cumplir con alguna eficiencia de control especificada. 
           Los ciclones de alta capacidad están garantizados solamente para remover partículas mayores de 20µm, aunque en cierto grado ocurra la colección de partículas más pequeñas. Los intervalos en que varia la eficacia de control de los ciclones de alta capacidad son del 80 al 99% para partículas con diámetros superiores a 20μm, del 10 al 40% para partículas con diámetros superiores a 10μm  y del 0 al 10% para partículas con diámetros superiores a 2.5μm.